# Les Nouvelles Aventures de Robin des Bois
 (février 2023).
Si vous disposez d'ouvrages ou d'articles de référence ou si vous connaissez des sites web de qualité traitant du thème abordé ici, merci de compléter l'article en donnant les références utiles à sa vérifiabilité et en les liant à la section « Notes et références ».
Les Nouvelles Aventures de Robin des Bois (The New Adventures of Robin Hood) est une série télévisée franco-américaine en 52 épisodes de 42 minutes, créée par Tom Kuhn, Fred Weintraub et Sarah Weintraub, et diffusée entre le 13 janvier 1997 et le 8 novembre 1998 sur la chaîne TNT et à partir du 20 septembre 1998 en syndication.
En France, la série a été diffusée à partir du 22 juillet 1997 sur M6 .

## Synopsis
Cette série met en scène les aventures du célèbre Robin des Bois, sur fond de fantastique.

## Distribution
- Matthew Porretta (VF : Nicolas Marié) : Robin des Bois (Saisons 1-2)
- John Bradley (VF : Nicolas Marié) : Robin des Bois (Saisons 3-4)
- Anna Galvin (VF : Rafaèle Moutier) : Marianne Fitzwalter (Saison 1)
- Barbara Griffin (VF : Rafaèle Moutier) : Marianne Fitzwalter (Saisons 2-4)
- Richard Ashton (VF : Michel Roy) : Petit Jean
- Martyn Ellis (VF : Alain Flick) : Frère Tuck
- Hakim Alston : Kemal
- Christopher Lee (VF : Marc Cassot) : le sorcier Olwyn
- Andrew Bicknell (VF : Gérard Rinaldi) : le prince Jean
- Paul Lichtman : Barklay
- Amanda Walker (en) : la sorcière Mortiana
- Christie Woods : l'apprentie-sorcière Rowena
- Greg Porretta : Guy de Guisbourne

## Épisodes

### Première saison (1997)
1. Robin et la Flèche d'Or (Robin and the Golden Arrow) : Après avoir sauvé Lady Claudia, le capitaine Delouche est autorisé à se choisir une femme parmi les jeunes filles des villages, il organise un concours de beauté pour désigner son épouse, la gagnante se verra contrainte de l'épouser et la perdante sera offerte en sacrifice, les autres seront offertes à des soldats. Robin va tout faire pour que les jeunes filles soit libérées, mais il y a une complication, l'armure de Delouche ne peut être percée que par la flèche d'or.
2. Course contre la mort (A Race Against Death) : Après que Robin ait détroussé trois nobles déguisés en homme d'église, le prince Jean décide de lui tendre un piège en organisant une course avec une récompense de 20 000 mille pièces d'or. Robin ne souhaite pas y participer mais il se trouve que Lord Sedgewick chez qui il a été écuyer a besoin d'argent pour rembourser les dettes de ses impôts. Robin décide donc d'y participer.
3. Au prix de son âme (A Price on His Soul) : des disparitions ont déjà eu lieu dans plusieurs villages, le responsable est le docteur Paragon qui vole les âmes pour rester jeune mais, fatigué de ce système, il demande à Arron de lui accorder la vie éternelle ; celui-ci accepte en échange de l'âme de Robin.
4. L'Anniversaire piégé (The Birthday Trap) : Robin se rend à l'anniversaire de sa belle-mère mais des brigands veulent gâcher la fête et récupérer tout ce qui a de la valeur (Rubis, diamants, saphirs, or, etc.).
5. La Revanche des Mongols (Rage of the Mongols) : un petit village se fait attaquer par des Mongols depuis des années. Les plus jeunes du village décident de se révolter avec l'aide de Robin et ses compagnons.
6. Miracle à Avalon (Miracle at Avalon) : Il y a longtemps alors que Robin n'était qu'un enfant, une petite fille venue d'Avalon lui sauva la vie. Mais si cette jeune fille ne retourne pas à Avalon avant son vingtième anniversaire, Robin, et tous ceux qu'elle a guéris, mourront. Guisborne et une sorcière tenteront alors de capturer la jeune fille.
7. Le Château de l'Enfer (Nightmare of the Magic Castle) : Robin fait d'étranges rêves, à propos d'un château, et de démon. Mais quand le rêve devient une réalité, ce dernier doit tout faire pour tenter de sauver la situation.
8. Le Visiteur du Ciel (Dragon From the Sky)
9. L'Attaque des Vikings (Attack of the Vikings) : Robin et le prince Jean se font enlever par des Vikings. Les ennemis seront donc contraint de s'entraider.
10. La Légende d'Olwyn (The Legend of Olwyn)
11. Avec l'Aide de Marianne (Marion to the Rescue)
12. Les Sorcières de l'abbaye (Witches of the Abbey) : trois sorcières sont à la recherche d'un nouvel esclave. Leur choix se porte sur Petit Jean. Robin tentera de le sauver.
13. L'Enlèvement (The Arabian Knight)

### Deuxième saison (1997)
1. L'Armée d'élite (Ultimate Army)
2. Le Mystère des Druides (The Mystery of Druid's Grove)
3. La Légion (The Legion)
4. La Fiancée du diable (The Devil's Bride)
5. Sur la route de Royston (The Road to Royston)
6. La Proie (The Prey)
7. Le Sceptre (The Sceptre)
8. Alerte à la Bombe (Bombs Away)
9. La Légende des Amazones (The Legend of the Amazons)
10. Justice Pour Tous (Justice for All)
11. Ce qui est à toi est à moi (Your Land Is My Land) (Note : Dans cet épisode Petit Jean retrouve son grand amour d'enfance Renata, interprétée par Anna Barthelme).
12. Les Hors-la-Loi (Outlaw Express)
13. Le Fantôme de Percy (Percy's Ghost)

### Troisième saison (1998)
1. Premier Amour (First Love)
2. Le Chasseur (The Hunter)
3. La Porte Magique (The Haunted Castle)
4. Le Roi Géant (The Giant King)
5. Le Sabre du Samouraï (Sword of the Samurai)
6. Robinville (Robinville)
7. Corps et Ame (Body and Soul)
8. La Disparition (Vanishing Act)
9. Rendez-Vous Avec le Destin (A Date with Destiny)
10. L'Assaut (Assault on Castle Dundeen)
11. Orphelin (Orphans)
12. Le Serpent (The Assassins)
13. La Vente aux Enchères (The Auction)

### Quatrième saison (1998)
1. Retour à Camelot (Return to Camelot)
2. Un Tarot Fatal (The Hanged Man)
3. Voyage Dans le Temps (The Time Machine)
4. Jour Après Jour (Day After Day)
5. Le Retour du Géant (Return of the Giant)
6. Un Faux Ami (Ringside Murder)
7. Héros (Heroes)
8. Godiva (Godiva)
9. La Cape Magique (Raven's Peak)
10. Une Drôle de Fiancée (The Running Bride)
11. La Rose Noire (Black Rose)
12. Prison (The Prison)
13. Rébellion (The Rebellion)